# Neil Dudgeon
Neil Dudgeon (Doncaster, 2 januari 1961) is een Engels acteur vooral bekend door zijn vele tv-optredens, meestal in politieseries.
Hij bezocht de Danum Grammar School. Hij begon als acteur in die school en ging toen drama studeren aan de universiteit. Hij was voor het eerst te zien in 1987. Het jaar daarop verscheen hij als Tweede Wereldoorlog piloot in Piece of Cake, naast Tim Woodward, Jeremy Northam en Nathaniel Parker.  Naast incidentele optredens in langlopende series als Casualty, London's Burning en Lovejoy,  verscheen hij als George de chauffeur in The Mrs. Bradley Mysteries (naast Diana Rigg), in Inspector Morse (aflevering "The Way Through The Woods") , A Touch of Frost met David Jason, Between the Lines, Common As Muck (in 1994 en 1997), Out of the Blue, Sherlock Holmes en de zaak van de Silk Stocking en viermaal in de politieserie Messiah met Ken Stott. 
In 2007 speelde hij de rol van self-made miljonair Roman Pretty in Roman's Empire. In 2009 speelde hij een hoofdrol in BBC's Life of Riley. 
In 2010 speelde Neil Dudgeon in een aflevering van de langlopende ITV-misdaadserie Midsomer Murders, genaamd The Sword of Guillaume. Hij werd geïntroduceerd in de aflevering als de neef John Barnaby van Detective Chief Inspector Tom Barnaby, gespeeld door John Nettles die uit de serie is vertrokken. Neil Dudgeon  heeft de hoofdrol overgenomen in Midsomer Murders na de laatste aflevering met John Nettles in 2010. Dudgeon verscheen voor het eerst in Midsomer Murders in de eerste aflevering van de vierde reeks (Garden of Death) in een bijrol als tuinman Daniel Bolt.
Hij is getrouwd met BBC-radioproducer Mary Peate, met wie hij twee kinderen heeft.